# 키사라기 미키짱
《키사라기 미키짱》(キサラギ 키사라기[*])은 2007년 일본 영화이다. 자살한 아이돌 키사라기 미키의 1주기에, 팬 사이트를 통해 모인 다섯 남자의 이야기다.
이야기의 대부분이 방 안에서 진행되는 밀실 추리극이며, 각본은 고사와 료타의 오리지널 작품이고 감독은 사토 유이치이다.

## 줄거리
어느 빌딩 펜트하우스에, 서로 안면 없는 다섯 명의 남자들(닉네임: 이에모토, 오다 유지, 스네이크, 야스오, 이치고 무스메)이 모였다. 그들은 D급 마이너 아이돌 키사라기 미키의 팬 사이트를 통해 알게되어, 키사라기 미키의 1주기를 애도하기 위해 모인 것이다.
1년 전 매니저의 음성사서함에 유언을 남기고, 자신의 집에 기름을 뿌리고 분신자살한 그녀를 애도하자는 취지였으나, 오다 유지가 그녀의 사인은 자살이 아닌 타살이라는 말을 하며 상황은 급변한다.
서서히 밝혀지는 당시의 상황과 다섯 남자들의 정체. 키사라기 미키의 죽음의 진상에 다가가는 남자들이 펼치는 우여곡절 끝에, 그들은 진실에 이르게 된다.

## 출연진
- 이에모토 - 오구리 슌
- 오다 유지 - 유스케 산타마리아
- 스네이크 - 코이데 케이스케
- 야스오 - 쓰카지 무카
- 이치고 무스메(딸기소녀) - 카가와 테루유키
- 키사라기 미키 - 사카이 카나코
- 행사 사회자 - 시시도 조(특별출연)

## 제작진
- 감독 - 사토 유이치
- 원작·각본- 고사와 료타
- 음악 - 사토 나오키
- 제작사 - 교도 TV
- 제작 - 키사라기 필름 파트너즈 (쇼게이트, TV 도쿄, 킹 레코드, 요미우리 광고사, 도에이 채널, 도에이 비디오, 야후! 재팬, 파르코)
- 배급 - 쇼게이트